# Carl Joseph Anton Mittermaier
Carl Joseph Anton Mittermaier (né le 5 août 1787 à Munich et mort le 28 août 1867 à Heidelberg) est un juriste, professeur, éditeur et homme politique badois. Il est spécialisé dans le droit pénal.

## Famille
Carl Joseph Anton Mittermaier est le fils du pharmacien Joseph Georg Jakob Mittermaier (1750–1797). Sa mère est la sœur du marin Heinrich Zimmermann (de), qui fait partie de l'équipage de James Cook. Carl Joseph Anton épouse Margarethe, née von Walther en 1796. Ensemble, ils ont six enfants. Parmi sa descendance, on compte le psychiatre Richard von Krafft-Ebing qui est son petit-fils.

## Biographie

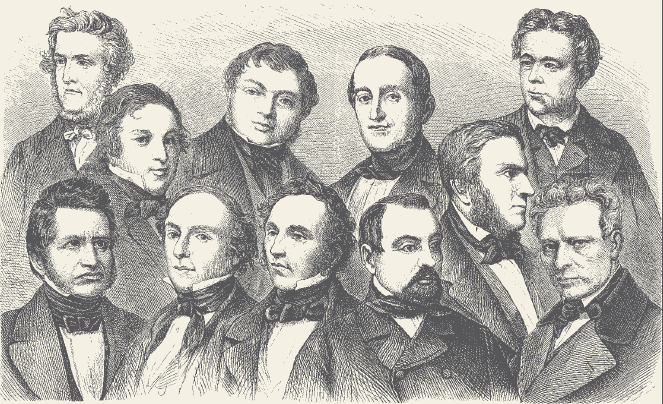
Karl Joseph Anton Mittermeier, en haut à gauche, un des "onze libéraux"

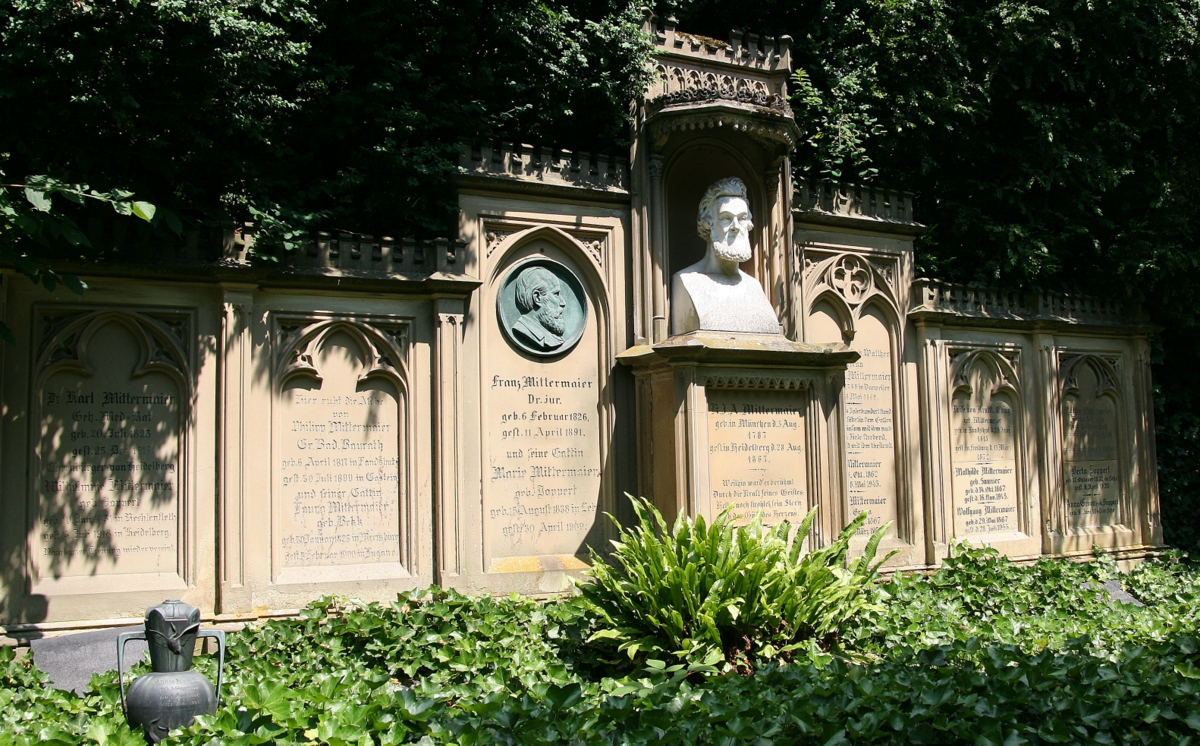
Tombe familiale au cimetière de la montagne de Heidelberg

Mittermaier étudie le droit à l'université de Landshut (de). Il y fonde une société étudiante affiliée au Corps Bavaria. Il effectue ensuite une thèse à l'université de Heidelberg.
Ses études finies, il commence à travailler dans l'enseignement du droit, tout d'abord en tant que Privat-docent  puis comme professeur titulaire à partir de 1811 à Landshut et au conseil royal bavarois. En 1819, il devient professeur à l'université de Bonn, puis en 1821 à Heidelberg. Il effectue plusieurs voyages d'étude. Il est également l'éditeur de plusieurs écrits politiques et juridiques dont le Rotteck-Welckerschen Staatslexikons. Il est également un des fondateurs du Deutsche Zeitung avec Karl Mathy et Friedrich Daniel Bassermann.
Il est une figure de proue du libéralisme modérée dans le sud-ouest allemand. À partir de 1829, il est membre de la commission constitutionnelle badoise. Il siège également de 1831 à 1840 puis de 1846 à 1849 dans la chambre basse du parlement badois. Il en est même président de 1833 à 1840. Il participe à la fête de Weinheim en 1832 et à l'assemblée de Heidelberg en 1848.
Durant la révolution de mars, il est président du pré-parlement à Francfort-sur-le-Main, puis est élu par la circonscription de Baden-Baden au parlement de Francfort où il occupe son mandat du 18 mai 1848 jusqu'au 30 mai 1849. Il est membre du groupe parlementaire Württemberger Hof puis du Augsburger Hof. Il fait partie de la délégation envoyée à Berlin pour proposer la couronne impériale allemande au roi de Prusse Frédéric-Guillaume IV.

## Distinctions
Il reçoit de nombreux titres de docteur honoris causa à l'étranger. Il est membre de plusieurs sociétés scientifique en Europe et de l'American Academy of Arts and Sciences aux États-Unis à partir de 1853. Le 31 mai 1863, il reçoit l'ordre prussien Pour le Mérite des sciences et arts. La ville de Heidelberg le fait citoyen d'honneur dès 1836.
La maison qu'il achète en 1822, au Karlstraße 8 Heidelberg, est depuis dénommée Palais Mittermaier (de). La maison des parents de Richard von Krafft-Ebing, est un des plus anciens bâtiments baroques de la ville.

## Sources primaires
- (de) Erich J. Hahn (dir.), Briefwechsel Karl Josef Anton Mittermaier – Rudolf von Gneist., Francfort-sur-le-Main, Klostermann, coll. « Studien zur europäischen Rechtsgeschichte », 2000 (ISBN 3-465-03076-1)
- (de) Lieselotte Jelowik (dir.), Briefwechsel Karl Josef Anton Mittermaier  – Hermann Fitting (de), Francfort-sur-le-Main, Klostermann, coll. « Studien zur europäischen Rechtsgeschichte », 2000 (ISBN 3-465-03078-8)
- (de) Lieselotte Jelowik (dir.), Briefe deutscher und Schweizer Germanisten an Karl Josef Anton Mittermaier., Francfort-sur-le-Main, Klostermann, coll. « Studien zur europäischen Rechtsgeschichte », 2001 (ISBN 3-465-03152-0)
- (de) Dorothee Mußgnug (dir.), Briefe von Mitgliedern der badischen Gesetzgebungskommissionen an Karl Josef Anton Mittermaier., Francfort-sur-le-Main, Klostermann, coll. « Studien zur europäischen Rechtsgeschichte », 2002 (ISBN 3-465-03204-7)
- (de) Lieselotte Jelowik (dir.), Briefe deutscher Strafrechtler an Karl Josef Anton Mittermaier 1832–1866., Francfort-sur-le-Main, Klostermann, coll. « Studien zur europäischen Rechtsgeschichte », 2005, 420 p. (ISBN 3-465-03416-3)
- (de) Dorothee Mußgnug (dir.), Briefwechsel Karl Josef Anton Mittermaier – Robert von Mohl., Francfort-sur-le-Main, Klostermann, coll. « Studien zur europäischen Rechtsgeschichte », 2005 (ISBN 3-465-03402-3)
- (de) Dorothee Mußgnug (dir.), Briefe Theodor Goltdammers an Karl Josef Anton Mittermaier., Francfort-sur-le-Main, Klostermann, coll. « Studien zur europäischen Rechtsgeschichte », 2007, 251 p. (ISBN 978-3-465-04046-0)